# Hôtel Societetshuset
Hôtel Societetshuset (också känt som Socis, finska: Seurahuone) är ett hotell och en restaurang i centrala Helsingfors. Det grundades 1833 och stängdes 2019, inför integration och ombyggnation med intilliggande Nya studenthuset till ett nytt storhotell – Grand Hansa Hotel i hotellkedjan Hyatt. Det har också tidigare funnits ett hotell i Nya studenthuset, Hotell Hansa, mellan 1924 och 1968 (därav namnet).
Seurahuone ägs sedan 2018 av Studentkåren vid Helsingfors universitet (HUS). Nya studenthuset är ett av Studentkåren vid Helsingfors universitets kårhus i Helsingfors.
Hôtel Societetshuset har haft två olika adresser i centrala Helsingfors. 1833–1913 låg det på Norra esplanaden 11–13 vid Salutorget i en byggnad, som numera inhyser Helsingfors stadshus. Hotellet flyttade 1914 till lokaler i Försäkringsaktiebolaget Kalevas fastighet på Brunnsgatan 12, snett mitt emot Helsingfors centralstation. Byggnaden och dess värdefulla interiörer skyddas i stadens detaljplan.

## Historik

### Hotell Societetshuset 1833–1913
Efter upphöjningen av Helsingfors till landets huvudstad 1812 fylldes stora delar av staden med monumentalbyggnader i empirstil efter planer av Carl Ludvig Engel. Staden hade vuxit och dessutom hade Helsingfors, som till största delen var byggd av trä, härjats svårt av en storbrand den 17 november 1808, då ungefär en fjärdedel av stadens hus brann ner.  Carl Ludvig Engel antogs 1816 till arkitekt vid nybyggnadsarbetena.
Behovet av en ståndsmässig bankettlokal, en restaurang och ett hotell var stort i den växande staden. 1828 bildades därför aktiebolaget Societetshuset, som samma år beslutade om byggandet av ett nytt societetshus. Hôtel Societetshuset var en av stadens tidigaste nya, offentliga byggnader och Engel var det självklara valet att planera för det.
För att finansiera projektet sålde bolaget inledningsvis 763 aktier, till ett pris av 100 rubel/styck. I samband med sitt besök i Helsingfors tecknade tsar Nikolaj I av Ryssland 200 av dessa till förmån för stadens fattighus. Den omfångsrika byggnaden mitt ibland stadens övriga, offentliga byggnader i empirstil fick en monumental, palatsliknande utformning vid Norra esplanaden vid Salutorget. Byggnaden med dess stilenliga inredning importerad från Sankt Petersburg blev klar 1833 och hade 28 rum för resande samt bankettlokaler, som rymde upp till 1600 gäster. Krögare och hotelldirektör rekryterades från utlandet.

### Hotell Societetshuset från 1914

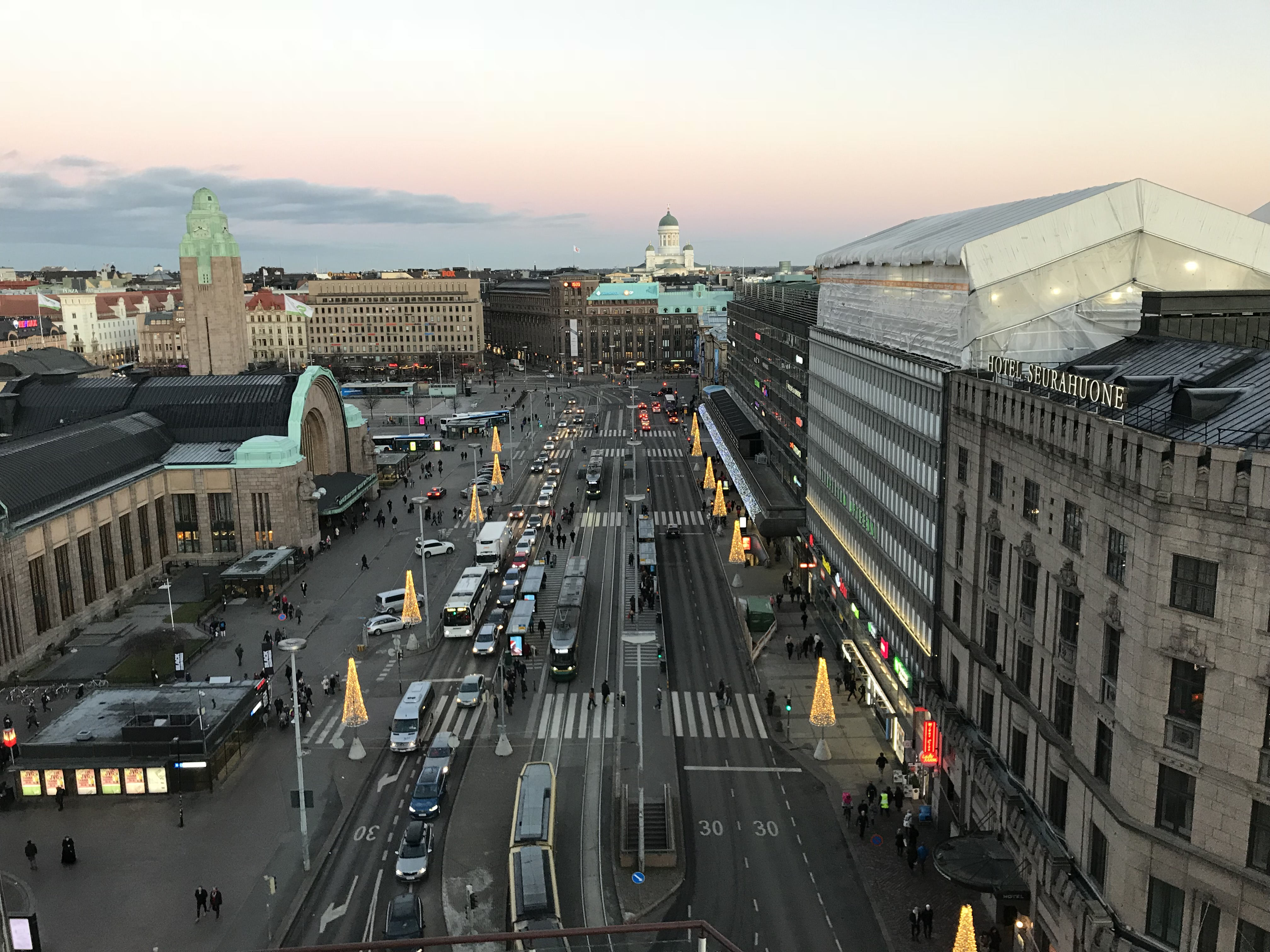
Hotell Seurahuone på Brunnsgatan, snett mitt emot Helsingfors centralstation, 2018. Arkitekt: Armas Lindgren.

Armas Lindgren var huvudarkitekt för fastigheten på Brunnsgatan 12, dit hotell och restaurang Societetshuset flyttade 1914. Fastigheten har bland annat tillhört Försäkringsaktiebolaget Kaleva, Finlands äldsta livförsäkringsbolag, grundat 1874. Också Helsingfors Finländska Sparbank har haft sitt kontor i fastigheten.
Den palatsliknande byggnaden i Art déco-stil är klädd med granit från Kökar på Åland. Den skulpturala utsmyckningen inne på hotellet och på dess fasad skapades av Gunnar Finne. Ett nytt våningsplan lades till 1924.
Hotelldelen restaurerades 1971. Gårdsdelen av byggnaden utökades med tre våningsplan 1979–1980, enligt arkitektbyrå Juhani Kivikoskis ritningar. Den påkostat inredda restaurangen restaurerades 1971 och 1982. Av sparbankens ursprungliga inredning har bland annat ett trapphus bevarats. Enorma bronsarmaturer formgivna av Emma Saltzman är de mest iögonfallande inredningsdetaljerna.  Bruno Tuukkanen formgav glasmålningarna i entrén, realiserade av Salomo Wuorios ateljé 1939.

### Etablissemanget i stort
Societetshuset spelade en central roll i Helsingfors kulturliv från mitten av 1800-talet. Bland källarmästarna har funnits Alexander Adlivankin, Wilhelm Vohs från Hamburg 1838–1843, efter honom 1843–1861 den tyskfödde Louis Kleineh, som flyttat till Finland 1840,  därefter Adolf Holmgren 1861–1882. Kleineh försökte så sent som 1862 återta ledningen av Societetshuset, men för sent, och han sålde också i detta sammanhang ett av sina hotell, Hôtel de Russie. Hotell Kämp, som grundades 1887, blev en stark konkurrent till Societetshuset.
1902 övergick Societetshuset på Norra esplanaden 11-13 i stadens ägo, men hotell- och restaurangrörelsen drevs vidare i byggnaden fram till 1912 under ledning av Wilhelm Noschis (1866–1937), som börjat sin karriär inom branschen som kypare hos Kleineh. Verksamheten flyttades under Noschis tid från Salutorget till Försäkringsbolaget Kalevas fastighet i hörnet av Brunnsgatan och Henriksgatan, ritad av Armas Lindgren. Kalevas direktör Uno Kurtén var en god vän till Wilhelm Noschis. Hotellet slog upp sina portar i de nya lokalerna 1914. Det var exceptionellt under denna tid, att varje rum var försett med telefon, varmvatten och centralvärme. Bland boende på hotellet under denna tid fanns många ryska emigranter och politiska flyktingar. Här bodde bland andra från januari till juli 1919 den ryske generalen Nikolaj Judenitj, som i september 1919 började en framryckning mot Petrograd, som dock misslyckades.
Wilhelms Noschis flyttade senare över hotellets aktier till sin svenska hustru Anna. Efter Wilhelms död ansvarade Anna Noschis för hotellrörelsen fram till 1970-talet, då försäkringsaktiebolaget Kaleva hotade med att omvandla Societetshusets lokaler på Brunnsgatan till en stormarknad. Hotet skingrades emellertid, och aktiebolaget Vuoristo övertog ansvaret. Elanto drev restaurangverksamheten länge, från och med 1973. 1996–2003 drevs verksamheten av Restel i samarbete med Elanto och sedan 2004 av enbart Restel.
2018 köptes hotellet av Studentkåren vid Helsingfors universitet (HUS), som kommer att bygga ihop Societetshuset med delar av Nya studenthuset till ett nytt storhotell, Grand Hansa Hotel. Det nya hotellet, som ska ingå i hotellkedjan Hyatt förväntas stå klart 2022.

### Webbsidor
- Hotelli Seurahuone på Hotellinetti. Läst den 9 april 2020.
- Denna artikel är delvis baserad på artikeln Hotelli Seurahuone (Helsinki) på finskspråkiga Wikipedia.